# TFF 1. Lig 2025/26
Die Trendyol 1. Lig 2025/26 ist die 63. Spielzeit der zweithöchsten türkischen Spielklasse im Fußball der Männer. Die Saison wurde am 8. August 2025 mit der Partie zwischen Ümraniyespor gegen Manisa FK (2:1) eröffnet und endet am 2. Mai 2026.

## Teilnehmer
Insgesamt nahmen 20 Mannschaften an dieser Saison teil. Neben den 13 Mannschaften aus der Vorsaison, kamen die vier Absteiger aus der Süper Lig und die drei Aufsteiger aus der dritthöchsten Spielklasse, der TFF 2. Lig (2024/25) dazu.
| Wappen | Verein              | Stadt              | Vorsaison                    | Stadion                         | Kapazität 1 |
| ------ | ------------------- | ------------------ | ---------------------------- | ------------------------------- | ----------- |
|        | Bodrum FK           | Bodrum             | Absteiger                    | Bodrum İlçe Stadyumu            | 04.243      |
|        | Hatayspor           | Antakya            | Absteiger                    | Mersin Stadyumu (Mersin)        | 25.000      |
|        | Adana Demirspor     | Adana              | Absteiger                    | Yeni Adana Stadyumu             | 30.960      |
|        | Sivasspor           | Sivas              | Absteiger                    | BG Grup 4 Eylül Stadyumu        | 27.734      |
|        | İstanbulspor        | Istanbul           | 4.                           | Necmi Kadıoğlu Stadyumu         | 04.488      |
|        | Bandırmaspor        | Bandırma           | 5.                           | Bandırma 17 Eylül Stadı         | 12.725      |
|        | Erzurumspor FK      | Erzurum            | 6.                           | Kâzım Karabekir Stadyumu        | 21.374      |
|        | Boluspor            | Bolu               | 7.                           | Bolu Atatürk Stadı              | 08.456      |
|        | Iğdır FK            | Iğdır              | 8.                           | Iğdır Şehir Stadyumu            | 05.000      |
|        | Amed SK             | Diyarbakır         | 9.                           | Diyarbakır Stadyumu             | 33.000      |
|        | Çorum FK            | Çorum              | 10.                          | Çorum Şehir Stadyumu            | 15.000      |
|        | Ümraniyespor        | Istanbul-Ümraniye  | 11.                          | Ümraniye Belediyesi Şehir Stadı | 03.513      |
|        | Esenler Erokspor    | Istanbul-Kasımpaşa | 12.                          | Esenler Stadı                   | 05.296      |
|        | Sakaryaspor         | Sakarya            | 13.                          | Yeni Sakarya Stadyumu           | 28.113      |
|        | Ankara Keçiörengücü | Ankara             | 14.                          | Aktepe Stadı                    | 04.883      |
|        | Manisa FK           | Manisa             | 15.                          | Mümin Özkasap Spor Tesisleri    | 02.626      |
|        | Pendikspor          | Istanbul-Pendik    | 16.                          | Siltaş Yapı Pendik Stadyumu     | 02.500      |
|        | Serik Belediyespor  | Serik              | Aufsteiger als Meister       | İsmail Oğan Stadyumu            | 02.250      |
|        | Sarıyer SK          | Sarıyer            | Aufsteiger als Meister       | Yusuf Ziya Öniş Stadı           | 04.100      |
|        | Vanspor             | Van                | Aufsteiger als Playoffsieger | Van Şehir Stadı                 | 05.885      |

| Istanbul 1 |

| Ankara |

| Bodrum FK |

| Bandırmaspor |

| Boluspor |

| Çorum FK |

| Diyarbakır |

| Erzurumspor FK |

| Iğdır |

| Sivasspor |

| Manisa FK |

| Sakarya |

| Hatayspor |

| Adana Demirspor |

| Serik Belediyespor |

| Vanspor |

## Statistiken

### Tabelle
| Pl.                     | Verein                 | Sp. | S | U | N | Tore    | Diff. | Punkte | Anm.            |
| ----------------------- | ---------------------- | --- | - | - | - | ------- | ----- | ------ | --------------- |
| 1.                      | Bodrum FK (A)          | 0   | 0 | 0 | 0 | 000:000 | ±0    | 0      | ▲               |
| 2.                      | Sivasspor (A)          | 0   | 0 | 0 | 0 | 000:000 | ±0    | 0      | ▲               |
| 3.                      | Hatayspor (A)          | 0   | 0 | 0 | 0 | 000:000 | ±0    | 0      | Play-off-Finale |
| 4.                      | Adana Demirspor (A)    | 0   | 0 | 0 | 0 | 000:000 | ±0    | 0      | Play-offs       |
| 5.                      | Bandırmaspor           | 0   | 0 | 0 | 0 | 000:000 | ±0    | 0      | Play-offs       |
| 6.                      | Erzurumspor FK         | 0   | 0 | 0 | 0 | 000:000 | ±0    | 0      | Play-offs       |
| 7.                      | Boluspor               | 0   | 0 | 0 | 0 | 000:000 | ±0    | 0      | Play-offs       |
| 8.                      | Iğdır FK               | 0   | 0 | 0 | 0 | 000:000 | ±0    | 0      |                 |
| 9.                      | Amed SK                | 0   | 0 | 0 | 0 | 000:000 | ±0    | 0      |                 |
| 10.                     | Çorum FK               | 0   | 0 | 0 | 0 | 000:000 | ±0    | 0      |                 |
| 11.                     | Ümraniyespor           | 0   | 0 | 0 | 0 | 000:000 | ±0    | 0      |                 |
| 12.                     | Esenler Erokspor       | 0   | 0 | 0 | 0 | 000:000 | ±0    | 0      |                 |
| 13.                     | Sakaryaspor            | 0   | 0 | 0 | 0 | 000:000 | ±0    | 0      |                 |
| 14.                     | İstanbulspor           | 0   | 0 | 0 | 0 | 000:000 | ±0    | 0      |                 |
| 15.                     | Manisa FK              | 0   | 0 | 0 | 0 | 000:000 | ±0    | 0      |                 |
| 16.                     | Pendikspor             | 0   | 0 | 0 | 0 | 000:000 | ±0    | 0      |                 |
| 17.                     | Ankara Keçiörengücü    | 0   | 0 | 0 | 0 | 000:000 | ±0    | 0      | ▼               |
| 18.                     | Serik Belediyespor (N) | 0   | 0 | 0 | 0 | 000:000 | ±0    | 0      | ▼               |
| 19.                     | Sarıyer SK (N)         | 0   | 0 | 0 | 0 | 000:000 | ±0    | 0      | ▼               |
| 20.                     | Vanspor (P↑, N)        | 0   | 0 | 0 | 0 | 000:000 | ±0    | 0      | ▼               |
| Stand: Vor Saisonbeginn |                        |     |   |   |   |         |       |        |                 |

Platzierungskriterien: 1. Punkte – 2. Direkter Vergleich (Punkte, Tordifferenz, geschossene Tore) – 3. Tordifferenz – 4. geschossene Tore

|                         |                                            |
| Zum Saisonende 2024/25: |                                            |
| (A)                     | Absteiger aus der Süper Lig 2024/25        |
| (N)                     | Neuling aus der TFF 2. Lig 2024/25         |
| (P↑)                    | Play-off-Sieger aus der TFF 2. Lig 2024/25 |
| Zum Saisonende 2025/26: |                                            |
| ▲                       | Aufstieg in die Süper Lig 2026/27          |
| Play-off-Finale         | Teilnahme am Play-off-Finale               |
| Play-offs               | Teilnahmeplatz für die Play-offs           |
| ▼                       | Abstieg in die TFF 2. Lig 2026/27          |

### Kreuztabelle
Die Kreuztabelle stellt die Ergebnisse aller Spiele dieser Saison dar. Die Heimmannschaft ist in der linken Spalte, die Gastmannschaft in der oberen Zeile aufgelistet.
| 2024/25             | Adana Demirspor | AMD | Ankara Keçiörengücü | Bandırmaspor | BOD | Boluspor | ÇOR | ERZ | ERO | Hatayspor | IĞD | Istanbulspor | MAN | Pendikspor | Sakaryaspor | Sarıyer SK | SER | Sivasspor | Ümraniyespor | VAN |
| ------------------- | --------------- | --- | ------------------- | ------------ | --- | -------- | --- | --- | --- | --------- | --- | ------------ | --- | ---------- | ----------- | ---------- | --- | --------- | ------------ | --- |
| Adana Demirspor     |                 | :   | :                   | :            | :   | :        | :   | :   | :   | :         | :   | :            | :   | :          | :           | :          | :   | :         | :            | :   |
| Amed SK             | :               |     | :                   | :            | :   | :        | :   | :   | :   | :         | :   | :            | :   | :          | :           | :          | :   | :         | :            | :   |
| Ankara Keçiörengücü | :               | :   |                     | :            | :   | :        | :   | :   | :   | :         | :   | :            | :   | :          | :           | :          | :   | :         | :            | :   |
| Bandırmaspor        | :               | :   | :                   |              | :   | :        | :   | :   | :   | :         | :   | :            | :   | :          | :           | :          | :   | :         | :            | :   |
| Bodrum FK           | :               | :   | :                   | :            |     | :        | :   | :   | :   | :         | :   | :            | :   | :          | :           | :          | :   | :         | :            | :   |
| Boluspor            | :               | :   | :                   | :            | :   |          | :   | :   | :   | :         | :   | :            | :   | :          | :           | :          | :   | :         | :            | :   |
| Çorum FK            | :               | :   | :                   | :            | :   | :        |     | :   | :   | :         | :   | :            | :   | :          | :           | :          | :   | :         | :            | :   |
| Erzurumspor FK      | :               | :   | :                   | :            | :   | :        | :   |     | :   | :         | :   | :            | :   | :          | :           | :          | :   | :         | :            | :   |
| Esenler Erokspor    | :               | :   | :                   | :            | :   | :        | :   | :   |     | :         | :   | :            | :   | :          | :           | :          | :   | :         | :            | :   |
| Hatayspor           | :               | :   | :                   | :            | :   | :        | :   | :   | :   |           | :   | :            | :   | :          | :           | :          | :   | :         | :            | :   |
| Iğdır FK            | :               | :   | :                   | :            | :   | :        | :   | :   | :   | :         |     | :            | :   | :          | :           | :          | :   | :         | :            | :   |
| Istanbulspor        | :               | :   | :                   | :            | :   | :        | :   | :   | :   | :         | :   |              | :   | :          | :           | :          | :   | :         | :            | :   |
| Manisa FK           | :               | :   | :                   | :            | :   | :        | :   | :   | :   | :         | :   | :            |     | :          | :           | :          | :   | :         | :            | :   |
| Pendikspor          | :               | :   | :                   | :            | :   | :        | :   | :   | :   | :         | :   | :            | :   |            | :           | :          | :   | :         | :            | :   |
| Sakaryaspor         | :               | :   | :                   | :            | :   | :        | :   | :   | :   | :         | :   | :            | :   | :          |             | :          | :   | :         | :            | :   |
| Sarıyer SK          | :               | :   | :                   | :            | :   | :        | :   | :   | :   | :         | :   | :            | :   | :          | :           |            | :   | :         | :            | :   |
| Serik Belediyespor  | :               | :   | :                   | :            | :   | :        | :   | :   | :   | :         | :   | :            | :   | :          | :           | :          |     | :         | :            | :   |
| Sivasspor           | :               | :   | :                   | :            | :   | :        | :   | :   | :   | :         | :   | :            | :   | :          | :           | :          | :   |           | :            | :   |
| Ümraniyespor        | :               | :   | :                   | :            | :   | :        | :   | :   | :   | :         | :   | :            | :   | :          | :           | :          | :   | :         |              | :   |
| Vanspor             | :               | :   | :                   | :            | :   | :        | :   | :   | :   | :         | :   | :            | :   | :          | :           | :          | :   | :         | :            |     |